# 東北大学金属材料研究所
東北大学金属材料研究所（とうほくだいがくきんぞくざいりょうけんきゅうじょ、英: Institute for Materials Research, Tohoku University, 略称：金研、金属研、IMR）は、東北大学の附置研究所で、広範な物質・材料の研究により、社会に役立つ素材を創出することを目的としている研究所である。理学と工学を連携・融合し材料科学の基礎から応用にわたる研究教育活動を展開している。
共同利用・共同研究拠点に指定されている。

## 概要
1916年（大正5年）4月1日設立。全国の国立大学附置研究所の中で最も古い歴史を有する研究所の一つである。
1914年（大正3年）の第一次世界大戦の勃発により、物資の輸入が途絶えた日本では、鉄鋼の自給に迫られた。この機に東北帝国大学理科大学教授本多光太郎が鉄鋼の研究に乗り出し、住友財閥からの資金寄附により、良質な鉄鋼材料の国産化を目的とする東北帝国大学臨時理化学研究所第二部が設置された。
1916年、本多の発明した磁性鋼であるKS鋼、新KS鋼の名称は、住友家当主「住友吉左衛門」のイニシャル「K･S」から採られている。
1919年（大正8年）5月22日、臨時から常設の機関に移行し「附属鉄鋼研究所」となるが、本多の発案により3年後には「金属材料研究所」と改称された。（3部門）
当初の研究領域は鉄鋼に関するものであったが、後に金属全般から非金属まで含めた物質･材料科学全般に広がっている。2020年現在、5研究部27研究部門、2共同研究部門、2プロジェクト、5附属研究施設を擁する組織となっている。所属する研究者は大学院理学研究科・工学研究科の教育にも従事しており、その割合はおよそ半々である。東北大学の学風「実学重視」の下、広い視野から物質を探求し、理学と工学を融合、基礎から応用までカバー、材料の実用化などの実学に帰する「金研精神」の所風を受け継いでいる。
世界最大の学術情報サービス会社の米・ISI社（現在のトムソン・ロイターのトムソン・サイエンティフィック）が2001年（平成13年）7月17日に発表した研究機関ランキングによると、材料科学分野における世界第1位は東北大学であった（過去10年間における論文引用件数を基準）。2006年（平成18年）4月の発表では、マックス・プランク研究所に続いて東北大学は2位。これらの結果は、材料科学分野の研究者別で論文引用件数の世界第1位である元・金研所長の井上明久（第20代東北大学総長）をはじめとした金研の寄与分が大きく、世界の最先端の研究所の一つとなっている。
なお、2001年（平成13年）4月1日からは教官に任期制が導入され、競争原理が促進された。

## 共同利用
1987年（昭和62年）、金研は、東北大学の附置研究所のまま全国共同利用研究所へと改組された。当時、東北大学の附置研究所の内、全国共同利用型附置研究所であったのは、金研と電気通信研究所の2つであった。
2009年に材料科学共同利用・共同研究拠点に、さらに2018年には材料科学国際共同利用共同研究拠点に認定された。

## 組織
- 研究部[3]
  - 材料物性研究部
研究部門：金属物性論、結晶物理学、磁気物理学、量子表面界面科学、低温物理学、低温電子物性学、量子ビーム金属物理学
  - 材料設計研究部
研究部門：量子機能物性学、金属組織制御学、計算材料学、材料照射工学、耐環境材料学、原子力材料工学、電子材料物性学
  - 物質創製研究部
研究部門：ランダム構造物質学、構造制御機能材料学、錯体物性化学、非平衡物質工学、磁性材料学、結晶材料化学、水素機能材料工学
研究部：先端結晶工学
  - 材料プロセス・評価研究部
研究部門：複合機能材料学、加工プロセス工学、アクチノイド物質科学、不定比化合物材料学、分析科学
  - 融合研究部
  - 共同研究部門
  - プロジェクト
    - 学際・国際的高度人材育成ライフイノベーションマテリアル創製共同研究プロジェクト
    - 計算物質科学人材育成コンソーシアム（PCoMS)

- 附属研究施設
  - 量子エネルギー材料科学国際研究センター
日本原子力研究開発機構の持つ材料試験炉JMTRや高速実験炉常陽を利用するために大洗町の日本原子力研究開発機構大洗研究所構内に設置されている。
    - アルファ放射体実験室

  - 新素材共同研究開発センター
研究部[4]：ミクロ組織制御材料合成研究部、ナノ構造制御機能材料研究部、バルク結晶構造制御材料研究部、材料設計研究部
  - 強磁場超伝導材料研究センター
  - 産学官広域連携センター

大阪府立大学内に設置。大阪府立大学・兵庫県立大学との学学連携、大阪府・兵庫県との官学連携によって運営されている。また、関西センターの研究を大阪府内の中小企業にフィードバックすることを目的に、大阪府が「クリエイション・コア東大阪」（東大阪市）に金属系新素材試作センターを設置している。
- 研究分野：環境・エネルギー材料分野、次世代機能材料分野、低炭素社会基盤構造材料分野、ナノ組織制御材料創成分野、応用生体材料分野、革新的グリーン材料設計分野、先端分析技術応用分野

- 先端エネルギー材料理工共創研究センター
- テクニカルセンター
  - 企画調整室
  - マテリアル開発技術室
材料創製技術グループ、評価・分析技術グループ
  - 特殊環境技術室
極限環境技術グループ、放射線管理技術グループ
  - 基盤技術室
機器開発技術グループ、コンピュータ・ネットワーク技術グループ

- 事務部

### 海外拠点
金研が中心となって設置された東北大学の海外拠点は、International Frontier Center for Advanced Materials (IFCAM) との名称が付いている。
- IFCAM Stockholm Office - スウェーデン王立工科大学（材料科学科）内
- IFCAM Cambridge Office - ケンブリッジ大学（金属冶金学科）内
- IFCAM Harvard Office - ハーバード大学（理工学部）内
- IFCAM Stanford Office - スタンフォード大学（ジボール先端材料科学研究所）内
- IFCAM Beijing Office - 中国科学院物理学研究所（表面物理国家重点実験室）内

東北大学流体科学研究所が中心となって設置された東北大学の海外拠点である「東北大学リエゾンオフィス」の内、以下のものに金研の海外拠点も入っている。
- 東北大学リエゾンオフィス
  - モスクワ国立大学（物理学部）内

## 沿革
論文検索などの便宜のため、日本語と英語の正式名称を記載する。英称については、「東北帝国大学」「東北大学」の部分を省略して記載。
- 1916年（大正5年）4月1日  「東北帝国大学理科大学臨時理化学研究所第2部」として発足（研究主任：本多光太郎）。英称：the 2nd Division of the Provisional Institute of Physical and Chemical Research
- 1919年（大正8年）5月21日  「東北帝国大学附属鉄鋼研究所」として設置（東北帝国大学官制改正により制度化）。英称：the Iron and Steel Research Institute (ISRI)。
- 1922年（大正11年）8月8日  「東北帝国大学金属材料研究所」として設置（金属材料研究所官制制定により、東北帝国大学に附置）。英称：the Research Institute for Iron, Steel and Other Metals (RIISOM)。
- 1947年（昭和22年）　「東北大学金属材料研究所」と改称。
- 1987年（昭和62年）5月21日  全国共同利用研究所に改組。日本語の正式名称は変更なし。英語の正式名称のみ変更。英称：lnstitute for Materials Research (lMR)。